# Хвалиси
Хвалисите са етническа група, споменавана в руски източници от IX-X век.
Те живеят по долното течение на Волга, северно от Каспийско море. Сведенията за тях са оскъдни, като различни съвременни изследователи ги свързват с волжките българи, печенегите или хорезмийците. Някои автори ги идентифицират като известните от по-късни византийски източници халиси.